# Rača (Bajina Bašta)
Pour les articles homonymes, voir Rača.
Rača (en serbe cyrillique : Рача) est un village de Serbie situé dans la municipalité de Bajina Bašta, district de Zlatibor. Au recensement de 2011, il comptait 594 habitants.
Le monastère orthodoxe serbe de Rača est situé sur le territoire du village.

## Démographie
| 1948 | 1953 | 1961 | 1971 | 1981 | 1991 | 2002 | 2011 |
| ---- | ---- | ---- | ---- | ---- | ---- | ---- | ---- |
| 986  | 902  | 836  | 786  | 800  | 765  | 672  | 594  |

|  |